# 鹿間陸郎
鹿間 陸郎（しかま りくろう、1950年（昭和25年）8月15日 - ）は、日本の政治家、行政書士。千葉県東金市長（2期）。

## 来歴
千葉県東金市に生まれる。1969年（昭和44年）3月、千葉県立成東高等学校卒業。1973年（昭和48年）3月、青山学院大学経営学部卒業。同年4月、千葉市役所勤務。2011年（平成23年）、千葉市役所を定年退職。
2014年（平成26年）4月20日に行われた東金市長選挙に立候補するも、現職の志賀直温（自民党推薦）に敗れ落選。
2018年（平成30年）4月15日に行われた東金市長選挙で元市議の前嶋里奈（自民党推薦）との一騎打ちを制し初当選を果たした。投票率は過去最低の42.53％。4月25日、市長就任。選挙の結果は以下のとおり。
※当日有権者数：48,648人 最終投票率：42.53%（前回比：－4.87pts）
| 候補者名 | 年齢 | 所属党派 | 新旧別 | 得票数   | 得票率 | 推薦・支持         |
| -------- | ---- | -------- | ------ | -------- | ------ | ------------------ |
| 鹿間陸郎 | 67   | 無所属   | 新     | 11,145票 | 54.94% |                    |
| 前嶋里奈 | 53   | 無所属   | 新     | 9,142票  | 45.06% | （推薦）自由民主党 |

2021年（令和3年）1月15日、PCR検査を受け、新型コロナウイルスの陽性が判明した。
2022年4月17日投開票の市長選挙で再選。

## 政策
- 2020年（令和2年）6月初め、新型コロナウイルス対策の財源に充てるため、自身と副市長、教育長の6月から2021年（令和3年）3月までの月額給与を20％減額すると発表した[8][9]。

## 不祥事
- 2021年（令和3年）2月27日から28日にかけて、鹿間と自身の後援会員は手分けして、3月21日執行の市議選に立候補を予定している複数の現職市議に現金を配った。鹿間の証言によれば金額は1人当たり1～3万円」とされる。現金を届けられた市議の一人は「いきなり来て笑顔で『頑張って下さい』と言って現金を置いていった。即日、市長の自宅に送り返した」と取材に答えた。鹿間は「これから法律をもっと勉強したい」と釈明したが、記者会見の開催は拒否した[10][11]。